# 马克斯·布罗德
马克斯·布罗德（Max Brod，1884年5月27日—1968年12月20日）是一位捷克犹太人作家。

## 生平
1884年5月27日出生于布拉格。1902年10月13日在德国布拉格查理大學进修法律时结识弗朗茨·卡夫卡。1907年毕业，成为文职人员。1912年起成为锡安主义者，后担任犹太国民议会（Jüdischer Nationalrat）主席。1924年卡夫卡病逝后，布洛德没有遵照他的意愿将手稿烧掉，而是陆续将它们编辑出版。1939年纳粹占领布拉格后逃往巴勒斯坦，在特拉维夫定居。卒于1968年9月20日。